# Darryl Hickman

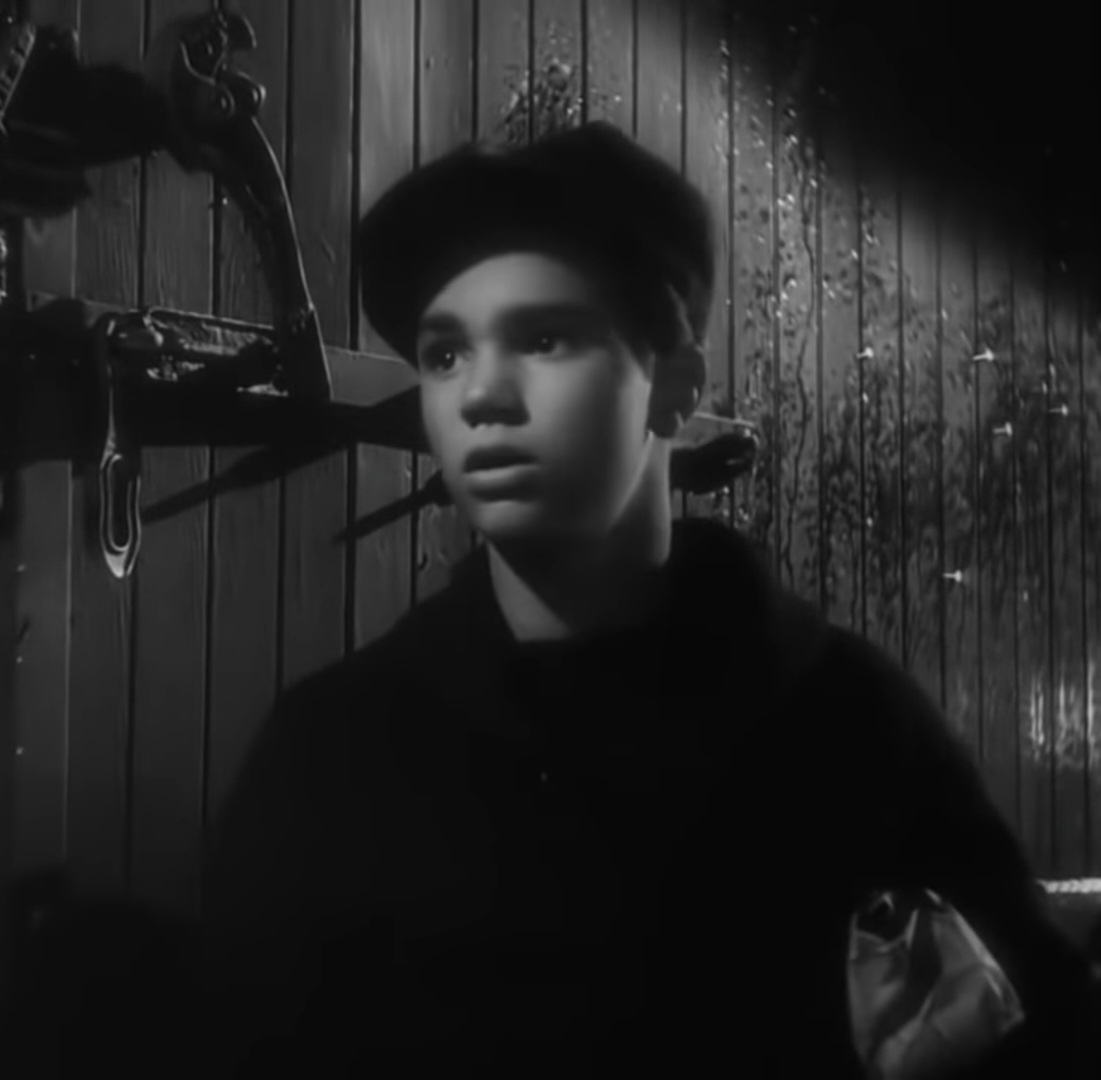
Darryl Hickman, 1946.

Darryl Hickman, född 28 juli 1931 i Hollywood, Los Angeles, Kalifornien, död 22 maj 2024 i Montecito, Kalifornien, var en amerikansk skådespelare. Hickman blev barnskådespelare i Hollywood redan på 1930-talet och medverkade i barn- och ungdomsroller i en stor mängd filmer. Han var fortsatt aktiv inom yrket även som vuxen men medverkade då främst i TV-produktioner.

## Filmografi, urval
- 1940 – Vredens druvor
- 1942 – Den heliga lågan
- 1943 – Vi människor
- 1945 – Min är hämnden
- 1946 – Fallet Martha Ivers
- 1948 – Livat på vischan
- 1949 – Sista given
- 1949 – Det kom en främling
- 1949 – Allt för kärlek
- 1951 – Livsfarlig semester
- 1956 – Te och sympati
- 1976 – Network
- 1981 – Ingen knäcker Sharky